# پیاده‌روی کنید
پیاده‌روی کنید (به اسپانیایی: Bajarse al moro) یک کمدی اسپانیایی محصول سال ۱۹۸۹ میلادی به کارگردانی فرناندو کلومو است. آنتونیو باندراس و ورونیکا فورکه به عنوان یک زوج جوان که با گروهی از افراد دیگر در یک آپارتمان کوچک زندگی می‌کنند. این فیلم در استان کادیس اندلس فیلمبرداری شده‌است. این فیلم براساس یک نمایشنامه موفق به نویسندگی خوزه لوئیس آلونسو د سانتوس ساخته شده‌است.